# Baojun RS-7
Pour les articles homonymes, voir RS7.
Le Baojun RS-7 est un crossover intermédiaire produit par Baojun, une marque de SAIC-GM-Wuling Automobile. Parmi les modèles de Baojun, le RS-7 est considéré comme un navire amiral, car il s'agit du véhicule le plus grand et le plus cher que la marque vend actuellement. Comme tous les modèles de Baojun, sa vente est limitée à la Chine, mais peut se retrouver sur d'autres marchés avec différents logos du groupe SAIC.